# Gieorgij Matuszko
Gieorgij Wiktorowicz Matuszko (ros. Георгий Викторович Матушко) – rosyjski brydżysta, World Life Master (WBF), European Master (EBL).

## Wyniki brydżowe

### Olimpiady
Na olimpiadach uzyskał następujące rezultaty:
| Olimpiady brydżowe. Zawody teamów | Olimpiady brydżowe. Zawody teamów | Olimpiady brydżowe. Zawody teamów | Olimpiady brydżowe. Zawody teamów | Olimpiady brydżowe. Zawody teamów | Olimpiady brydżowe. Zawody teamów |
| Rok                               | Miejsce                           | Zawody                            | Kategoria                         | Drużyna                           | Pozycja                           |
| --------------------------------- | --------------------------------- | --------------------------------- | --------------------------------- | --------------------------------- | --------------------------------- |
| 2012                              | Lille                             | 2. Olimpiada Sportów Umysłowych   | Open                              | Russia                            | 5                                 |
| 2004                              | Stambuł                           | 12. Olimpiada Teamów              | Open                              | Russia                            | 3                                 |

### Zawody światowe
W światowych zawodach zdobył następujące lokaty:
| Mistrzostwa Świata. Konkurencja teamów | Mistrzostwa Świata. Konkurencja teamów | Mistrzostwa Świata. Konkurencja teamów | Mistrzostwa Świata. Konkurencja teamów | Mistrzostwa Świata. Konkurencja teamów | Mistrzostwa Świata. Konkurencja teamów |
| Rok                                    | Miejsce                                | Zawody                                 | Kategoria                              | Drużyna                                | Pozycja                                |
| -------------------------------------- | -------------------------------------- | -------------------------------------- | -------------------------------------- | -------------------------------------- | -------------------------------------- |
| 2011                                   | Veldhoven                              | 40. Mistrzostwa Świata Teamów          | Trans                                  | Parimatch                              | 3                                      |
| 2010                                   | Filadelfia                             | 13. Seria Mistrzostw Świata            | Open                                   | Parimatch                              | 17                                     |
| 2009                                   | São Paulo                              | 39. Mistrzostwa Świata Teamów          | Open                                   | Russia                                 | 5                                      |
| 2009                                   | São Paulo                              | 39. Mistrzostwa Świata Teamów          | Trans                                  | Russia                                 | 4                                      |
| 2007                                   | Szanghaj                               | 38. Mistrzostwa Świata Teamów          | Trans                                  | Moscow                                 | 35                                     |
| 2001                                   | Paryż                                  | 35. Mistrzostwa Świata Teamów          | Trans                                  | Khven                                  | 25                                     |

| Mistrzostwa Świata. Konkurencja par | Mistrzostwa Świata. Konkurencja par | Mistrzostwa Świata. Konkurencja par | Mistrzostwa Świata. Konkurencja par | Mistrzostwa Świata. Konkurencja par | Mistrzostwa Świata. Konkurencja par |
| Rok                                 | Miejsce                             | Zawody                              | Kategoria                           | Partner                             | Pozycja                             |
| ----------------------------------- | ----------------------------------- | ----------------------------------- | ----------------------------------- | ----------------------------------- | ----------------------------------- |
| 2010                                | Filadelfia                          | 13. Mistrzostwa Świata              | Open                                | Jurij Chochłow                      | 35                                  |

### Zawody europejskie
W europejskich zawodach zdobył następujące lokaty:
| Zawody europejskie. Konkurencja teamów | Zawody europejskie. Konkurencja teamów | Zawody europejskie. Konkurencja teamów    | Zawody europejskie. Konkurencja teamów | Zawody europejskie. Konkurencja teamów | Zawody europejskie. Konkurencja teamów |
| Rok                                    | Miejsce                                | Zawody                                    | Kategoria                              | Drużyna                                | Pozycja                                |
| -------------------------------------- | -------------------------------------- | ----------------------------------------- | -------------------------------------- | -------------------------------------- | -------------------------------------- |
| 2011                                   | Bad Honnef                             | 10. Puchar Europy                         | Open                                   | Lazy                                   | 5                                      |
| 2010                                   | Izmir                                  | 9. Puchar Europy Teamów                   | Open                                   | Matushko-Rus                           | 3                                      |
| 2009                                   | San Remo                               | 4. Otwarte Mistrzostwa Europy             | Open                                   | Lazy                                   | 73                                     |
| 2008                                   | Pau                                    | 49. Mistrzostwa Europy Teamów             | Open                                   | Russia                                 | 2                                      |
| 2007                                   | Antalya                                | 3. Otwarte Mistrzostwa Europy             | Open                                   | Shanurin                               | 69                                     |
| 2007                                   | Antalya                                | 3. Otwarte Mistrzostwa Europy             | Miksty                                 | Lazy                                   | 17                                     |
| 2006                                   | Warszawa                               | 48. Mistrzostwa Europy Teamów             | Open                                   | Russia                                 | 18                                     |
| 2002                                   | Salsomaggiore                          | 46. Mistrzostwa Europy Teamów             | Open                                   | Russia                                 | 17                                     |
| 1998                                   | Wiedeń                                 | 16. Młodzieżowe Mistrzostwa Europy Teamów | Juniorzy                               | Russia                                 | 5                                      |

| Zawody europejskie. Konkurencja par | Zawody europejskie. Konkurencja par | Zawody europejskie. Konkurencja par | Zawody europejskie. Konkurencja par | Zawody europejskie. Konkurencja par | Zawody europejskie. Konkurencja par |
| Rok                                 | Miejsce                             | Zawody                              | Kategoria                           | Partner                             | Pozycja                             |
| ----------------------------------- | ----------------------------------- | ----------------------------------- | ----------------------------------- | ----------------------------------- | ----------------------------------- |
| 2007                                | Antalya                             | 3. Otwarte Mistrzostwa Europy       | Open                                | Jurij Chochłow                      | 235                                 |
| 2007                                | Antalya                             | 3. Otwarte Mistrzostwa Europy       | Miksty                              | Aleksandra Nikitina                 | 202                                 |

## Klasyfikacja
- Gieorgij Matuszko – klasyfikacja WBF (ang.)
- Gieorgij Matuszko – klasyfikacja EBL (ang.)
- Gieorgij Matuszko – klasyfikacja FSBR (ros.)